# Ammodiscellites
Ammodiscellites es un género de foraminífero bentónico de la subfamilia Tolypammininae, de la familia Ammodiscidae, de la superfamilia Ammodiscoidea, del suborden Ammodiscina y del orden Astrorhizida. Su especie-tipo es Ammodiscellites prolixus. Su rango cronoestratigráfico abarca el Holoceno.

## Discusión
Clasificaciones previas incluían Ammodiscellites en el suborden Textulariina del orden Textulariida.

## Clasificación
Ammodiscellites incluye a las siguientes especies:
- Ammodiscellites prolixus

Otras especies consideradas en Ammodiscellites son:
- Ammodiscellites botonuncus, de posición genérica incierta
- Ammodiscellites cyclops, de posición genérica incierta
- Ammodiscellites delicatula, de posición genérica incierta
- Ammodiscellites gersterensis, de posición genérica incierta
- Ammodiscellites grahamensis, de posición genérica incierta
- Ammodiscellites helina, de posición genérica incierta
- Ammodiscellites humphriesi, de posición genérica incierta
- Ammodiscellites irregularis, de posición genérica incierta
- Ammodiscellites revertens, de posición genérica incierta
- Ammodiscellites rotula, de posición genérica incierta